# 許允
許 允（きょ いん、? - 254年）は、中国三国時代の魏の政治家。字は士宗。冀州河間国高陽県の人。父に許拠、妻に阮氏（阮共娘）、息子に許奇と許猛、娘が二人（王堪、阮瞻妻）。

## 経歴
『魏略』『魏氏春秋』などにまとまった記述がある。
代々の名家で、若くして崔賛とともに冀州で名が知られた。王朗が司空の頃（220年頃）、掾の鄭袤から魯芝、王基らと推挙され軍に入る。明帝の頃は吏部郎となった。
ある時、明帝・曹叡が許允の郡守の選出の順番に疑念を抱き、詰問するため召し出した。この時、妻の阮氏から「聡明な主は道理で動き、情で動きません」との助言を受け、太守の任期と任命書の到着の時期の違いなどを理路整然と説明したため、明帝の誤解は解けた。この時、許允の着物が破けていたため「清吏である」と衣服を賜った。『世説新語』にも同様な逸話があるが、疑惑の内容が異なる。曰く、許允が同郷の者ばかりを推挙するため贈賄疑いで招聘されるが、「『論語』に“汝の知るを挙げよ”とある通り、私が知る者を挙げました。能力が足りなければ罪に服します」と答え、みな有能であったので不問とされた。
また石苞が少身の頃から知っており、彼が訪問してきて小県の長を希望すると「貴方は私同様、朝廷に仕えるべき人材であり、なぜ小県など欲するのですか？」と語った。
尚書選曹郎の頃、ある事件に連座し同僚の袁侃と共に収監され、取り調べは厳しく中心人物の死刑は免れない様子であった。許允は袁侃が功臣の子であることから減刑があると考え、彼を説得して重罪を引き受けてもらった。刑期が過ぎると政界に復帰し、郡太守から侍中となる。
249年の正始政変では、侍中として曹爽に同行していたが尚書の陳泰と共に、司馬懿に降るよう説得し、二人でその使者を務めた。251年に司馬師が朝政を握ると、王基は書状で「許允、傅嘏、袁侃、崔賛らはみな当代の正直の士であり政治に参画させるべきです。」と推薦したため司馬師も任用した。その後、尚書、中領軍まで歴任する。
許允は夏侯玄や李豊と親しかった。ある時、「夏侯玄を大将軍、許允を太尉・録尚書事に任ずる」という内容の偽詔を何者かが届けてきたが、許允はこれを司馬師に提出せず焼き捨てたことがあった。
その後、254年に李豊のクーデター騒ぎが起きると大将軍・司馬師の元に出向こうとする。しかし、袴を取りに戻るなど右往左往し、司馬師から「李豊を捕らえたからと、なぜ士大夫が狼狽えるのか」と疑念を持たれた。当時、鎮北将軍・劉靖が死去したため、朝廷から許允が後任の鎮北将軍・仮節・督河北諸軍事となる辞令が下った。また司馬師から「鎮北の仕事は多くないが、一方面の大官である。貴方も故郷に錦を飾ることになろう」と書面が来たこともあり、心中安堵し喜んだ。そこで鼓吹や旗を新調しようとすると、甥から露骨な態度はとらないよう諫められたが聞き入れなかった。また許允は、印綬による占いを心得ていたが将軍の印に「新品なのに穢れている」との不吉な相が出て、三度作り直させることがあった（実際、運ぶ途中で厠に落ちてしまっていた。）。
魏帝・曹芳は群臣を集め送別会を催すと特別に召し寄せ、許允も以前侍中だったこともあり涙を流して別れを惜しんだ。そうして出立の辞令が下ったが、有司から過去に厨から銭や穀物を横領し芸人や属官に配っていたことが指摘され、廷尉に収監された。裁判の結果、死罪は免れ楽浪郡に徒刑となったが冬の道中で死去した。
許允は初め、妻の阮氏が醜いため嫌厭していた。しかし、桓範の勧めで同室した際、彼女の受け答えの聡明さから態度を改め、互いに尊敬する仲になった。そうして阮氏との間に子供も設け、彼女からたびたび的確な助言を得たのだった。
彼の死後、息子二人にも危機が迫ったが阮氏の助言で事なきを得た。また、泰始年間に許奇が武帝・司馬炎に取り立てられたこともあり、子孫は高官に登った。